# Тесленко Павло Петрович
Павло Петрович Тесленко (14.12.1973 м. Київ) — громадський діяч, політик, депутат Київської міської ради VI та VIII скликань, президент Національної Федерації Американського Футболу України, кандидат наук. Заслужений юрист України.

## Освіта
- У 1990 році закінчив [1] середню школу № 103 в місті Києві.
- У 2003 році закінчив Київський національний економічний університет імені Вадима Гетьмана за спеціальністю — "Маркетинг" та у 2007 році здобув тут другу вищу освіту за спеціальністю — "Правознавство".
- У 2019 році здобув третю вищу освіту, закінчив Інститут інноваційної освіти Київський національний університет будівництва і архітектури, отримав ступінь вищої освіти магістр, за спеціальністю — "Інженер - будівельник". Здобув науковий ступінь — Кандидат наук[2], захистивши кандидатську дисертацію на тему: "Організаційно-технологічний деве́лопмент муніципальних будівельних проєктів".

## Сім'я
Одружений. Виховує доньку Тесленко Софію та сина Тесленко Олександра. 

## Трудова діяльність
З 1991 по 1993 роки служба  в лавах Радянської Армії.
1991 року по 2000 рік — служба в Збройних силах України у складі роти почесної варти України.
З 2000 року праця в комерційних структурах.
З 2004 року очолив правління ПрАТ "Крим-93".
З 2017 року приватна юридична практика.

## Політична та громадська діяльність

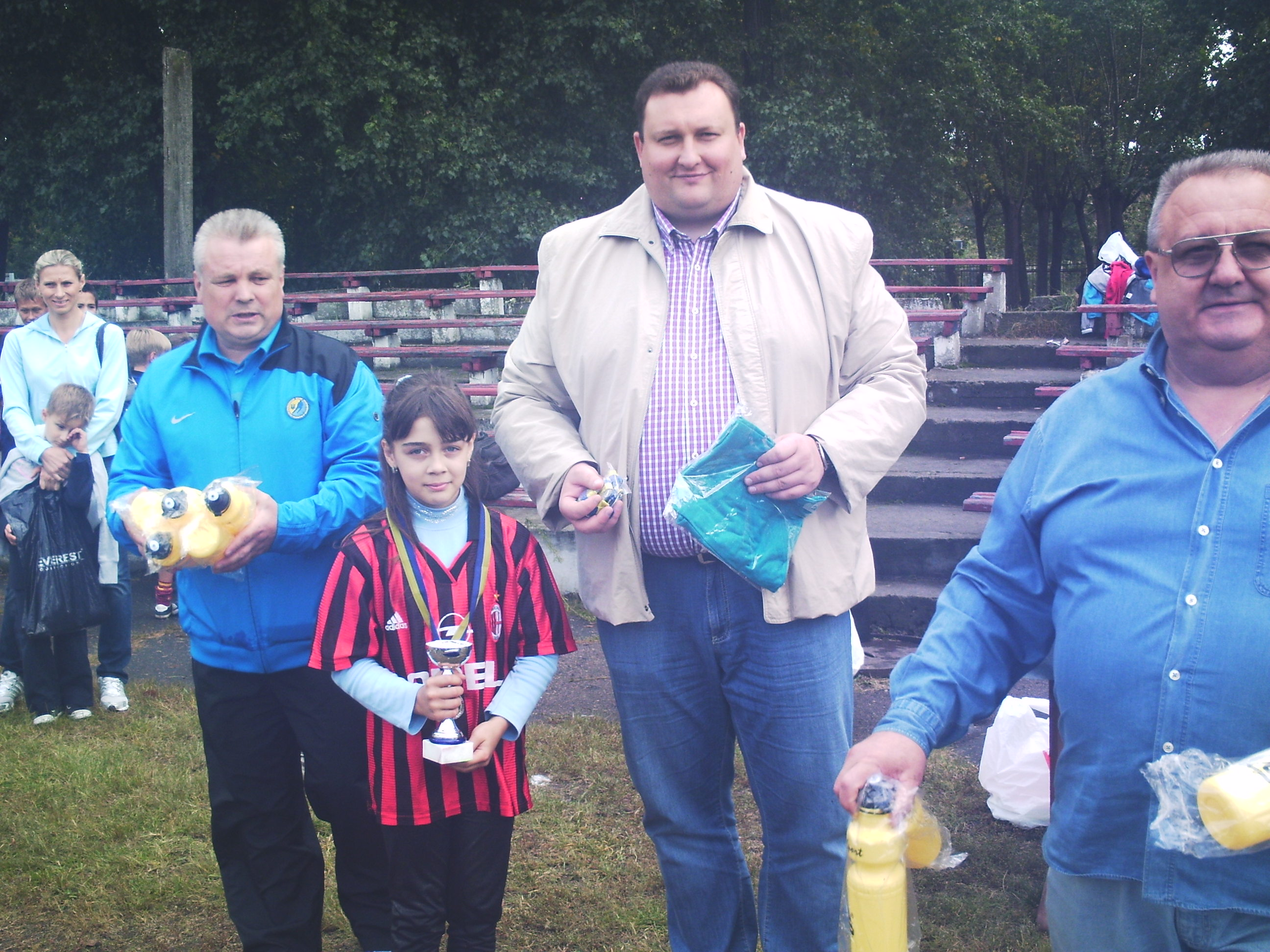
2011

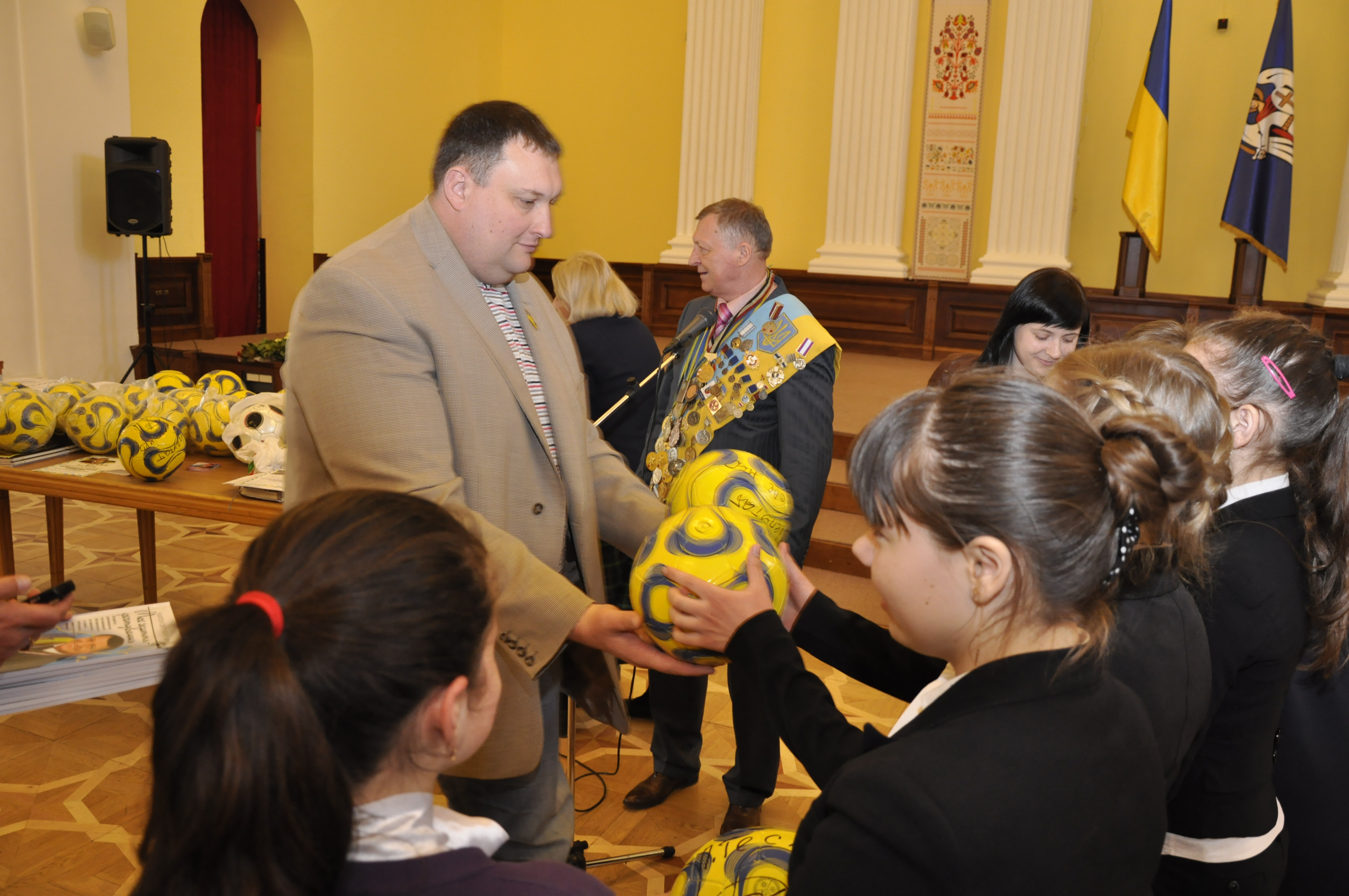
2013

В травні 2008 року був обраний депутатом Київської міської ради VI скликання.
З 2008 по 2013 роки — член постійної комісії Київради з питань власності та секретар постійної комісії Київради з питань власності.
2014-2015 роки — заступник голови комітету з питань права та громадського контролю Громадської ради при Міністерстві регіонального розвитку, будівництва та житлово-комунального господарства України.
2014 — обраний президентом Федерації американського футболу України, яка у 2015 році отримала статус Національної. 
2015 — обраний заступником голови ради спортивних федерацій Києва.
В жовтні 2015 року обраний депутатом Київської міської ради VIII скликання.
З 2015 по 2020 роки  — заступник голови постійної комісії Київської міської ради з питань житлово-комунального господарства та паливно-енергетичного комплексу.
У 2016 році ініціював рішення Київської міської ради щодо створення Центру нейрореабілітації учасників АТО, що дозволило створити Центр у 2017 році на базі Київської міської клінічної лікарні № 11. У 2019 році Павло Тесленко лобіював проєкт будівництва додаткового корпусу Центру та заручився підтримкою Уповноваженим Президента з питань реабілітації учасників АТО Вадима Свириденка.
У 2019 році балотувався до Верховної ради України по одномандатному виборчому округу № 216 шляхом самовисування.
У 2022 році заснував та очолив Волонтерський фонд "Юнайтед Юкрейн"

## Нагороди та відзнаки
- Заслужений юрист України, Указ [12]Президента України № 448/2013 від 24 серпня 2013 р.;
- Орден[1] Святого Миколая Чудотворця;
- Відзнака [1] Президента Національної академії наук України Б. Є. Патона № 203 від 23.04.2014;
- Відзнака [1] Предстоятеля Української Православної Церкви від 14 грудня 2012 № 208;
- Почесна грамота [1]Київського Міського Голови від 7 грудня 2012 року, №18076;
- Національна благодійна премія "Золоте серце"[13], Міжнародного Благодійного Фонду "Квітуча Країна" від 30 грудня 2012, №009/2012.